# Galeodea rugosa
Galeodea rugosa, tên tiếng Anh: rugose bonnet, là một loài ốc biển lớn, là động vật thân mềm chân bụng sống ở biển trong họ Cassidae, họ ốc kim khôi.

## Miêu tả
Loài này có kích thước giữa 50 mm và 140 mm

## Phân bố
Loài này phân bố ở các vùng nước thuộc châu Âu dọc theo quần đảo Anh, ở Đại Tây Dương dọc theo Tây Ban Nha, Bồ Đào Nha, Açores và Tây Phi và ở Địa Trung Hải

## Hình ảnh

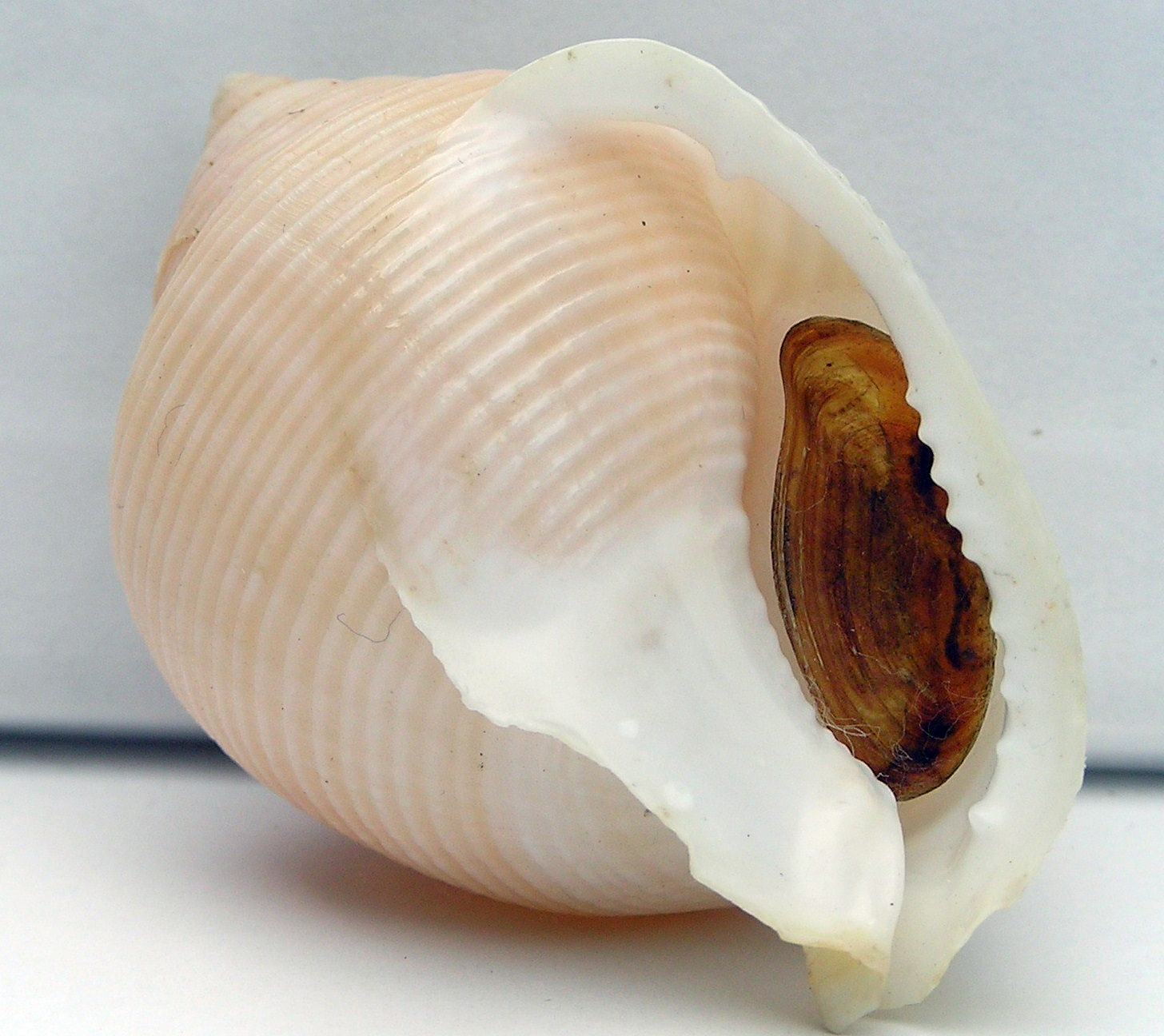